# Polyura heracles
Polyura heracles är en fjärilsart som beskrevs av Johannes Karl Max Röber 1894. Polyura heracles ingår i släktet Polyura och familjen praktfjärilar. Inga underarter finns listade i Catalogue of Life.